# Renaturalizacja
Renaturalizacja – proces przywracania środowisku stanu naturalnego, możliwie bliskiego stanowi pierwotnemu sprzed wprowadzenia w nim zmian przez człowieka. Termin ten ma szersze znaczenie niż renaturyzacja bowiem nie ogranicza się do działań technicznych – może oznaczać proces spontaniczny możliwy dzięki np. ochronie biernej. W odróżnieniu do renaturyzacji ograniczającej się zwykle do zabiegów hydrotechnicznych, dotyczyć może wszelkich ekosystemów. W ekosystemach leśnych może polegać np. na umożliwieniu spontanicznego kształtowania składu i struktury drzewostanu poprzez eliminację zabiegów hodowlanych.